# Криштал, Михаил Аронович
Михаи́л Аро́нович Кри́штал (27 июля 1928 — 17 сентября 1992) — инженер-металлург, советский и российский учёный в области физики металлов.

## Биография
Родился в Днепропетровске. В 1949 году с отличием закончил Днепропетровский металлургический институт. Был направлен на работу на Днепропетровский завод мостов и металлоконструкций, где без отрыва от производства в 1951 году защитил кандидатскую диссертацию.
В 1952 году по конкурсу был принят старшим преподавателем в Архангельский лесотехнический институт, где преподавал курсы металловедения и технологии металлов.
С 1955 года работал доцентом в Тульском механическом институте. В 1963 году защитил докторскую диссертацию и получил должность доцента. Михаил Криштал создал в ТулПИ кафедру «Металловедение и термическая обработка», а также отраслевую лабораторию Министерства чёрной металлургии СССР «Физика металлов и прочность». Внедрял в промышленное производство новейшие технологические разработки.
В 1967 году получил премию имени Мосина за разработку новой технологии импульсной штамповки.
В 1973 году принял решение о переезде в Тольятти вместе с группой сотрудников. По одной из версий, это произошло после конфликта Криштала с первым секретарём обкома КПСС Тульской области И. Юнаком.
В Тольяттинском политехническом институте Криштал создал кафедру «Металловедение и технология металлов» и возглавил её. Также им были созданы ряд лабораторий, в которых он был научным руководителем.
За годы работы в ТолПи он создал научную школу по диффузии и релаксации в технических сплавах.

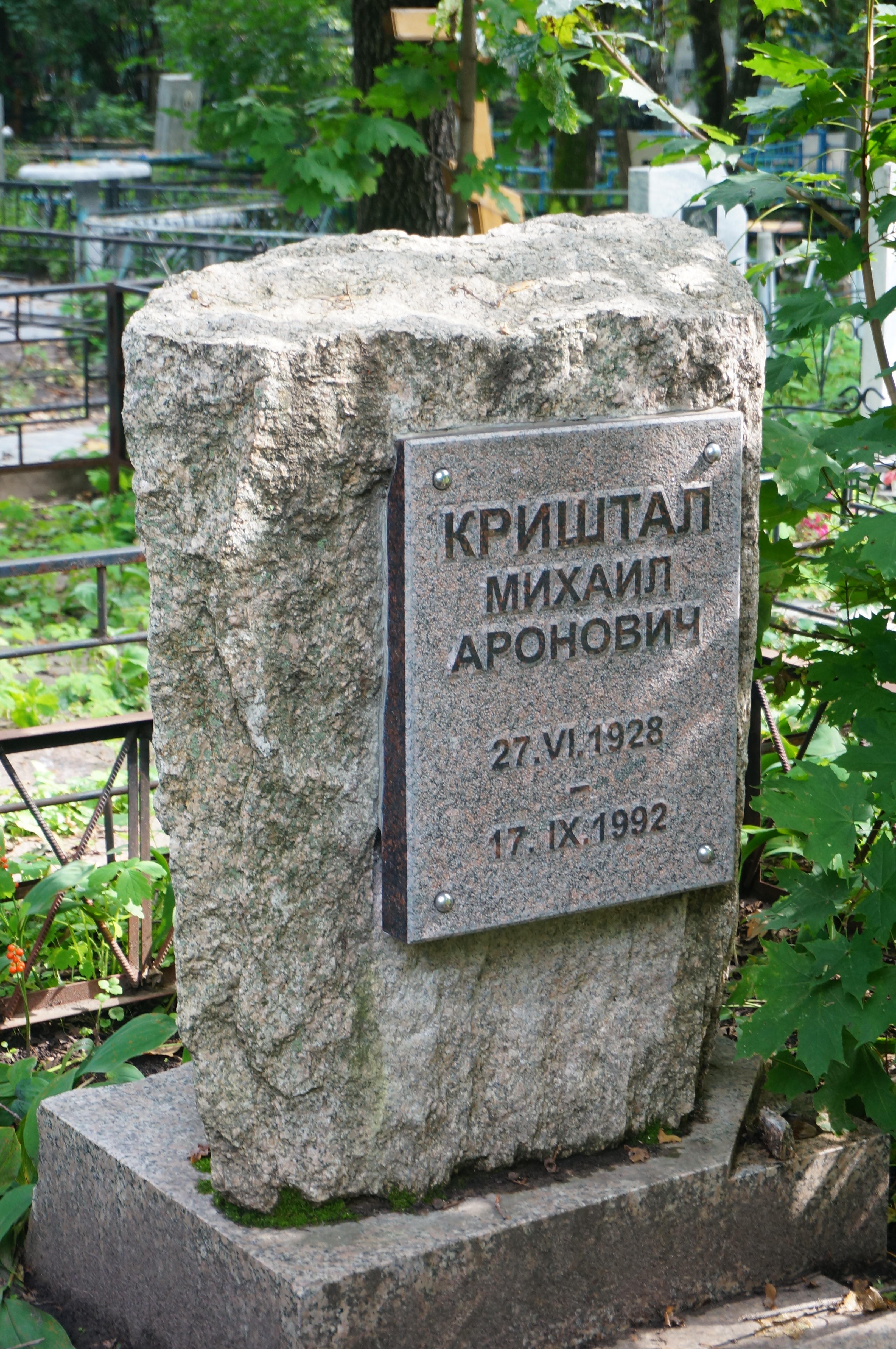
Могила М. А. Криштала

Заслуженный деятель науки и техники РСФСР (1991), академик Международной инженерной академии, Инженерной академии России.
Скончался в 1992 году, похоронен на Баныкинском кладбище Тольятти.

## Деятельность
Михаилом Кришталом было опубликовано более 650 печатных работ, среди которых 16 монографий и книг.
Его работы по изготовлению специальных изделий методами глубокой вытяжки, штамповки взрывом и гидроэкструзии, промышленного получения высокочистого вольфрама, молибдена, сплавов на их основе и композиционных материалов получили широкое промышленное применение.
Под руководством Криштала около 110 человек защитило кандидатские диссертации и 16 человек стало докторами наук.

## Семья
Супруга Михаила Криштала, Эпштейн Людмила Евгеньевна, также занималась научной деятельностью. Работала доцентом кафедры «Сопротивление материалов» Тольяттинского политехнического института до 1995 г., с 1995 по 1998 гг. — в должности профессора этой же кафедры.
Сын, Михаил Михайлович Криштал пошёл по стопам родителей. Стал доктором физико-математических наук, а в 2009 году был выбран ректором Тольяттинского государственного университета.